# Kukačka rýhozobá
Kukačka rýhozobá (Crotophaga sulcirostris) je velký pták z řádu kukaček vyskytující v rozmezí od jižního Texasu a středního Mexika až po severní Kolumbii, Venezuelu, Ekvádor a Peru.
Dorůstá 34 cm a váží 70–90 g. Je celá černá se silným, velkým, rýhovaným zobákem (odtud název) a velmi dlouhým ocasem, který se svou délkou vyrovná téměř celému zbytku těla.
Jejím přirozeným biotopem jsou zcela nebo částečně otevřené krajiny, zejména pak pastviny, savany a sady. Je všežravá, živí se hmyzem, semeny a ovocem.
Žije v malých a vysoce teritoriálních skupinách o jednom až pěti párech, které svá vejce kladou do společného hnízda a společně se podílí i na jejich inkubaci a následné péči o mláďata.